# Варде (комуна, Норвегія)
Варде — комуна у фюльке Фіннмарк на крайньому північному сході Норвегії. Адміністративний центр — місто Варде — найсхідніше місто Норвегії, розташоване більш на схід, ніж Санкт-Петербург чи Стамбул. Два великих села в муніципалітеті — Кіберг і Свартнес.
Площа комуни 601 км² (232 милі²), за цим показником — 189-а з 356 комун Норвегії. Варде — 284-а за чисельністю населення комуна Норвегії з населенням 1 897 осіб. Щільність населення — 3,2 жителя на км² (8,3 миль²), і його населення зменшилося на 10,6 % за попередні 10 років.

## Географія
Центр комуни — місто Варде — найсхідніше місто в Норвегії та скандинавських країнах, розташоване на 31° східної широти, на схід від Санкт-Петербурга, Києва та Стамбула. Східна частина Фіннмарка — у тому ж часовому поясі, що й решта країни, незважаючи на те, що світловий день зміщений більш ніж на годину. Місто розташоване на острові Вардея, оточеному кількома меншими островами, а комуна включає значну територію на материковій частині півострова Варангер, зокрема частину національного парку Варанґергалвея на південному заході.
Гора Домен лежить на березі півострова Варангер. На південь від нього лежить невеликий півострів Кібергснесет, де на північний схід від Вардеї є село Кіберг, де розташований маяк Вардо. Гирло Варангерфіорду лежить уздовж східного узбережжя комуни.

### Клімат
Порт Варде на Баренцевому морі залишається вільним від льоду цілий рік завдяки теплому північноатлантичному дрейфу. Раніше у Варде був тундровий клімат, але в результаті потепління, тепер має субарктичний клімат, використовуючи офіційний період 1991—2020 років, оскільки середньомісячні температури в липні та серпні перевищив поріг 10 °C (50 °F). За винятком високогірних районів, раніше це було єдине місто у власне Норвегії з полярним кліматом. Місто розташоване на незахищеному острові в Баренцевому морі й без лісів. «Опівнічне сонце» стоїть над горизонтом з 16 травня по 29 липня, а період безперервного світлового дня триває трохи довше, полярна ніч з 24 листопада по 19 січня. Середня дата першого нічного заморожування (нижче 0 °C (32 °F)) восени — 12 жовтня.  Метеостанція Vardø Radio (10 м) почала запис у червні 1829 року.
| Кліматичні дані для Варде (10 м, Vardø Radio), 1991—2020 норми, екстремальні 1829–тепер | Кліматичні дані для Варде (10 м, Vardø Radio), 1991—2020 норми, екстремальні 1829–тепер | Кліматичні дані для Варде (10 м, Vardø Radio), 1991—2020 норми, екстремальні 1829–тепер | Кліматичні дані для Варде (10 м, Vardø Radio), 1991—2020 норми, екстремальні 1829–тепер | Кліматичні дані для Варде (10 м, Vardø Radio), 1991—2020 норми, екстремальні 1829–тепер | Кліматичні дані для Варде (10 м, Vardø Radio), 1991—2020 норми, екстремальні 1829–тепер | Кліматичні дані для Варде (10 м, Vardø Radio), 1991—2020 норми, екстремальні 1829–тепер | Кліматичні дані для Варде (10 м, Vardø Radio), 1991—2020 норми, екстремальні 1829–тепер | Кліматичні дані для Варде (10 м, Vardø Radio), 1991—2020 норми, екстремальні 1829–тепер | Кліматичні дані для Варде (10 м, Vardø Radio), 1991—2020 норми, екстремальні 1829–тепер | Кліматичні дані для Варде (10 м, Vardø Radio), 1991—2020 норми, екстремальні 1829–тепер | Кліматичні дані для Варде (10 м, Vardø Radio), 1991—2020 норми, екстремальні 1829–тепер | Кліматичні дані для Варде (10 м, Vardø Radio), 1991—2020 норми, екстремальні 1829–тепер | Кліматичні дані для Варде (10 м, Vardø Radio), 1991—2020 норми, екстремальні 1829–тепер |
| місяць                                                                                  | Січень                                                                                  | Лютий                                                                                   | Березень                                                                                | Квітень                                                                                 | Травень                                                                                 | Червень                                                                                 | Липень                                                                                  | Серпень                                                                                 | Вересень                                                                                | Жовтень                                                                                 | Листопад                                                                                | Грудень                                                                                 | Рік                                                                                     |
| --------------------------------------------------------------------------------------- | --------------------------------------------------------------------------------------- | --------------------------------------------------------------------------------------- | --------------------------------------------------------------------------------------- | --------------------------------------------------------------------------------------- | --------------------------------------------------------------------------------------- | --------------------------------------------------------------------------------------- | --------------------------------------------------------------------------------------- | --------------------------------------------------------------------------------------- | --------------------------------------------------------------------------------------- | --------------------------------------------------------------------------------------- | --------------------------------------------------------------------------------------- | --------------------------------------------------------------------------------------- | --------------------------------------------------------------------------------------- |
| Рекордно високий °C (°F)                                                                | 7,3 (45,1)                                                                              | 6,7 (44,1)                                                                              | 8,4 (47,1)                                                                              | 13,3 (55,9)                                                                             | 21,1 (70,0)                                                                             | 25,8 (78,4)                                                                             | 27,0 (80,6)                                                                             | 25,1 (77,2)                                                                             | 20,1 (68,2)                                                                             | 13,8 (56,8)                                                                             | 10,4 (50,7)                                                                             | 7,3 (45,1)                                                                              | 27,0 (80,6)                                                                             |
| Середній максимум °C (°F)                                                               | 3,6 (38,5)                                                                              | 3,3 (37,9)                                                                              | 3,6 (38,5)                                                                              | 6,8 (44,2)                                                                              | 12,7 (54,9)                                                                             | 16,8 (62,2)                                                                             | 20,0 (68,0)                                                                             | 19,1 (66,4)                                                                             | 15,2 (59,4)                                                                             | 9,9 (49,8)                                                                              | 5,6 (42,1)                                                                              | 4,8 (40,6)                                                                              | 21,4 (70,5)                                                                             |
| Середня висока °C (°F)                                                                  | −1,2 (29,8)                                                                             | −1,8 (28,8)                                                                             | −0,4 (31,3)                                                                             | 2,2 (36,0)                                                                              | 5,8 (42,4)                                                                              | 9,1 (48,4)                                                                              | 12,3 (54,1)                                                                             | 12,3 (54,1)                                                                             | 9,8 (49,6)                                                                              | 5,0 (41,0)                                                                              | 1,7 (35,1)                                                                              | 0,2 (32,4)                                                                              | 4,6 (40,3)                                                                              |
| Середньодобова °C (°F)                                                                  | −3,5 (25,7)                                                                             | −3,9 (25,0)                                                                             | −2,3 (27,9)                                                                             | 0,3 (32,5)                                                                              | 3,8 (38,8)                                                                              | 7,0 (44,6)                                                                              | 10,0 (50,0)                                                                             | 10,1 (50,2)                                                                             | 7,8 (46,0)                                                                              | 3,3 (37,9)                                                                              | −0,2 (31,6)                                                                             | −2,0 (28,4)                                                                             | 2,5 (36,5)                                                                              |
| Середній низький °C (°F)                                                                | −6,0 (21,2)                                                                             | −6,5 (20,3)                                                                             | −4,5 (23,9)                                                                             | −1,6 (29,1)                                                                             | 1,8 (35,2)                                                                              | 5,0 (41,0)                                                                              | 8,0 (46,4)                                                                              | 8,2 (46,8)                                                                              | 5,9 (42,6)                                                                              | 1,5 (34,7)                                                                              | −2,2 (28,0)                                                                             | −4,3 (24,3)                                                                             | 0,5 (32,9)                                                                              |
| Середній мінімум °C (°F)                                                                | −12,8 (9,0)                                                                             | −12,8 (9,0)                                                                             | −9,8 (14,4)                                                                             | −7,2 (19,0)                                                                             | −2,3 (27,9)                                                                             | 1,7 (35,1)                                                                              | 5,3 (41,5)                                                                              | 4,5 (40,1)                                                                              | 1,8 (35,2)                                                                              | −4,2 (24,4)                                                                             | −7,9 (17,8)                                                                             | −10,3 (13,5)                                                                            | −14,5 (5,9)                                                                             |
| Рекордно низький °C (°F)                                                                | −22,5 (−8,5)                                                                            | −22,7 (−8,9)                                                                            | −20,5 (−4,9)                                                                            | −14,4 (6,1)                                                                             | −10,3 (13,5)                                                                            | −3,9 (25,0)                                                                             | −1,6 (29,1)                                                                             | −0,4 (31,3)                                                                             | −4,8 (23,4)                                                                             | −13,2 (8,2)                                                                             | −15,0 (5,0)                                                                             | −20,1 (−4,2)                                                                            | −22,7 (−8,9)                                                                            |
| Середня кількість опадів мм (дюйми)                                                     | 59,1 (2,33)                                                                             | 50,6 (1,99)                                                                             | 51,8 (2,04)                                                                             | 40,3 (1,59)                                                                             | 35,6 (1,40)                                                                             | 46,0 (1,81)                                                                             | 55,0 (2,17)                                                                             | 55,2 (2,17)                                                                             | 46,6 (1,83)                                                                             | 70,9 (2,79)                                                                             | 52,8 (2,08)                                                                             | 60,0 (2,36)                                                                             | 623,9 (24,56)                                                                           |
| Середня надзвичайна глибина снігу см (дюйми)                                            | 62 (24)                                                                                 | 83 (33)                                                                                 | 98 (39)                                                                                 | 97 (38)                                                                                 | 59 (23)                                                                                 | 10 (3,9)                                                                                | 0 (0)                                                                                   | 0 (0)                                                                                   | 1 (0,4)                                                                                 | 8 (3,1)                                                                                 | 21 (8,3)                                                                                | 42 (17)                                                                                 | 110 (43)                                                                                |
| Середня кількість опадів                                                                | 16                                                                                      | 13                                                                                      | 13                                                                                      | 11                                                                                      | 9                                                                                       | 8                                                                                       | 9                                                                                       | 9                                                                                       | 10                                                                                      | 16                                                                                      | 13                                                                                      | 14                                                                                      | 141                                                                                     |
| Середня відносна вологість (%)                                                          | 85                                                                                      | 85                                                                                      | 82                                                                                      | 81                                                                                      | 82                                                                                      | 84                                                                                      | 87                                                                                      | 86                                                                                      | 84                                                                                      | 83                                                                                      | 84                                                                                      | 84                                                                                      | 84                                                                                      |
| Середня точка роси °C (°F)                                                              | −6,3 (20,7)                                                                             | −6,6 (20,1)                                                                             | −5,4 (22,3)                                                                             | −2,6 (27,3)                                                                             | 0,5 (32,9)                                                                              | 3,9 (39,0)                                                                              | 7,7 (45,9)                                                                              | 7,4 (45,3)                                                                              | 5,7 (42,3)                                                                              | 0,9 (33,6)                                                                              | −2,2 (28,0)                                                                             | −3,9 (25,0)                                                                             | −0,1 (31,8)                                                                             |

### Фауна і флора
Муніципалітет Варде з колоніями морських птахів Горньоя та Рейнойя є одними з найцікавіших на цій частині узбережжя. Існує невелика гніздяча популяція кайри Брунніха, а також більша кількість кайри та звичайної кайри.
Клімат занадто холодний влітку та надто вітряний взимку для дерев, але в захищених від вітру місцях існує кілька посаджених дерев, як правило, горобини .

## Історія
Місто Варде та сільська округа навколо нього були створені як муніципалітет 1 січня 1838 року. Закон вимагав, щоб усі міста були відокремлені від їхніх сільських округів, але через низьку кількість населення та дуже мало виборців це було неможливо здійснити для Варде в 1838 році (див. також Гаммерфест і Вадсе). Сільський округ Варде (Vardø landdistrikt, який у 1957 році було перейменовано на Båtsfjord) було офіційно відокремлено від міста Варде у 1868 році. У 1960-х роках відбулося багато муніципальних злиттів по всій Норвегії завдяки роботі комітету. 1 січня 1964 року східна частина Ботсфіорду об'єдналася з містом Варде, щоби створити комуну Варде.
1 січня 2020 року комуна увійшла до складу новоутвореного фюльке Трумс-ог-Фіннмарк, який раніше входив до складу старого — Фіннмарк.

## Герб
Герб датується 1898 роком. Його межі накреслені національними кольорами: червоним, білим і синім. Бордюр обрамляє щит, а в центральному полі зображено складну сцену, що включає схід сонця з променями, два рибальські човни з екіпажами, море з хвилями та велику тріску. На головній частині стоїть рік заснування міста, 1789, разом зі словами «Vardöensis Insignia Urbis», що означає «печатка міста Варде». У нижній частині герба розміщено девіз міста: «Cedant Tenebræ Soli» , що означає «Темрява поступиться місцем сонцю».  Це версія герба у високій роздільній здатності .

## Уряд
Усі комуни в Норвегії, включаючи Варде, відповідають за початкову освіту (до 10-го класу), амбулаторні медичні послуги, послуги для людей похилого віку, безробіття та інші соціальні послуги, зонування, економічний розвиток і муніципальні дороги. Муніципалітетом керує муніципальна рада обраних представників, які, у свою чергу, обирають мера. Муніципалітет підпадає під окружний суд Ост-Фіннмарк і Апеляційний суд Хологаланда.

## Транспорт
Острів з'єднаний з материком через Варде (перша така споруда в Норвегії). Аеропорт Варде та поселення Свартнес розташовані на материку навпроти входу в тунель. Місто є північним закінченням європейського маршруту E75, який починається в Сітії (Крит).

## Економіка і туризм
Риболовля та переробка морепродуктів залишаються основними джерелами доходу Варде, хоча туризм починає ставати важливим економічним фактором.
Туристичні пам'ятки Варде включають Vardøhus Festning, фортецю 14 століття (хоча нинішня споруда датується 1734 роком); меморіал судів над чаклунством; кілька колоній морських птахів; два музеї: Поморський та Партизанський, та залишки німецьких укріплень часів Другої світової війни. Конкурс Yukigassen у Варде є унікальним у Норвегії.
Vardøhus Festning є домом для двох дерев горобини, які старанно доглядають і обігрівають взимку, оскільки вони не можуть нормально вижити в кліматі, на північ від межі арктичних дерев . У 1960 році висаджено 7 дерев; та, що вижила, встигла зацвісти двічі, у 1974 та 1981 роках. Остаточно вона піддалася холоду у 2002 році, але на її місці висаджено два нових саджанці.

### Річкова рибалка
Дозволи на риболовлю (для лову лосося) продаються для використання на певних річках, включаючи Комаг-Елва.

## Відомі люди
- Віктор Есбенсен (1881 у Варде — 1942) норвезький мореплавець, досліджував антарктичний регіон
- Юн Андро (1888—1966) — норвезький політик, мер Варде в 1925—1930 роках.
- Педер Рагнар Голт (1899, Варде — 1963) — норвезький політик, перша особа з графства Фіннмарк, яка стала губернатором Фіннмарка.
- Ада Крамм (1899, Варде — 1981) — норвезька театральна та кіноактриса
- Гокон Буґґе Март (1901, Варде — 1990) письменник і прес-аташе посольства Норвегії в Парижі 1946—1971
- Альфред Несс (1927, Варде — 1997) — норвезький драматург і автор пісень.
- Тронн Еєн (1929, Варде — 1999) норвезький скрипаль, перший скрипаль Філармонії Осло
- Ганс Крістіан Еріксен (1933 р. у Кіберзі — 2014 р.) письменник-публіцист, редактор журналу, прозаїк і автор оповідань
- Джон Норум (нар. 1964, Варде) — норвезько-шведський рок-гітарист, співзасновник шведської рок-групи Europe
- Стефан Йогансен (нар. 1991) — норвезький професійний футболіст, який провів понад 300 матчів за клуб і 55 матчів за збірну Норвегії.